# 南十字座S
南十字座S，又名CP-57 5776，HD 112044、SAO 240362、HR 4895，是南十字座的一颗恒星，视星等为6.58，位于銀經303.32，銀緯4.44，其B1900.0坐标为赤經12h 48m 26.9s，赤緯-57° 4.44′ 15″。